# 米爾克里克鎮區 (阿肯色州波爾克縣)
米爾克里克鎮區（英語：Mill Creek Township）是位於美國阿肯色州波爾克縣的一個行政鎮區。

## 地方資料
米爾克里克鎮區的面積為55.29平方千米，當中陸地面積為54.62平方千米，而水域面積為0.67平方千米。根據2010年美國人口普查的數據，當地共有人口231人，而人口密度為每平方千米4.18人。